# 阿尔韦托·罗德里格斯
阿尔韦托·罗德里格斯（西班牙語：Alberto Rodríguez，1974年4月1日—），墨西哥男子足球运动员，司职后卫。他曾代表墨西哥国家队参加2002年国际足联世界杯，结果队伍止步十六强赛。